# 壬生の恋歌
『壬生の恋歌』（みぶのこいうた）は、NHKにて1983年4月20日から10月26日まで放送された時代劇である。全23話。時代劇専門チャンネルで2回再放送された。
尚、同作は渡辺謙、遠藤憲一、笑福亭鶴瓶の初レギュラードラマ作品としてテレビ史関連の本に度々登場する。

## あらすじ
新撰組の平隊士として入江伊之助が入隊し、同期入隊の平隊士（架空の人物）らに焦点をあて恋模様を交えながら新撰組解体までを描いている。
新選組を題材にしているが、斎藤一と井上源三郎は登場しない。

## 配役・キャスト
- 入江伊之助：三田村邦彦
- 時雨綱太郎：赤塚真人
- 千石静馬：笑福亭鶴瓶
- 山田峯太：内藤剛志
- 畑中三郎：渡辺謙
- 鶴橋多喜人：金田賢一
- 猪俣蛾次郎：遠藤憲一
- 代々木晋：古城逞
- 西岡利三郎：多賀勝
- 粂吉：千葉保
- 近藤勇：高橋幸治
- 土方歳三：夏木勲
- 沖田総司：利倉亮
- 原田左之助：三上寛
- 山崎烝：高橋仁
- 山南敬助：岸部一徳
- 永倉新八：諸木淳郎
- 藤堂平助：真田実
- 松原忠司：若林豪
- 谷周平：筒井功(筒井巧の誤表記？)
- 谷三十郎：睦五郎
- 芹沢鴨：財津一郎
- 新見錦：浜崎満
- 野口健司：平田満
- 平間重助：麻生敬
- 平山五郎：荻原郁三
- 伊東甲子太郎：竜崎勝
- 鈴木三樹三郎：中西宣夫
- 篠原泰之進：中谷三平
- 古高俊太郎：峰蘭太郎
- 高橋倉太郎：升毅
- 佐野吉三郎：長江健次
- 外島磯兵衛（外島機兵衛の誤表記？）：佐々山洋一
- 前川荘司：北見唯一
- お里：杉田かおる
- お千代：山咲千里
- お梅：名取裕子
- お美代：川上麻衣子
- 明里：五十嵐めぐみ
- おぬい：神崎愛
- 綾乃：山之内滋美
- 佐野りく：二木てるみ
- 志乃：正司花江
- はる：坂本スミ子
- 原田まさ子：田中綾
- お縁(千石静馬の妻)：新井春美
- あや(鶴橋多喜人のいとこ)：藤吉久美子
- 幾松：岡江久美子
- 桂小五郎：坂口徹郎
- 坂本龍馬：坂本九
- おりょう、清乃（二役）：秋吉久美子
- 榎本武揚：伊藤孝雄
- 永井尚志：堀内一市
- 中岡慎太郎：永田登志雄→伊庭剛
- 蓮月尼：岸田今日子
- ナレーション：前川康一アナウンサー

他、東映京都演技研究所、アクタープロ、関西芸術座、ホリホックアカデミーなど。

## スタッフ
- 脚本 - 中島丈博[1]、鹿水晶子[1]、神波史男[1]ほか
- 音楽 - 田中正史[1]、サントゥール演奏：プーリー・アナビアン
- 制作 - 圡居原作郎[1]
- 演出 - 宮沢俊樹[1]、広瀬満[1]、大森青児[1]ほか
- 製作 - NHK大阪放送局

## 放映リスト（サブタイトル＆視聴率リスト）
1. 第1回（1983年4月20日）：新撰組誕生(10.5%) [3]
2. 第2回（1983年4月27日）：まぼろしの女(9.3%)
3. 第3回（1983年5月4日）：小さな華燭(9.3%)
4. 第4回（1983年5月11日）：お梅の鈴(9.4%)
5. 第5回（1983年5月18日）：会津めでた節(7.1%)
6. 第6回（1983年5月25日）：望郷(5.9%)
7. 第7回（1983年6月1日）：ひとつぶの砂(7.8%)
8. 第8回（1983年6月8日）：三条池田屋(6.8%)
9. 第9回（1983年6月29日）：貞女幾松(6.1%)
10. 第10回（1983年7月6日）：友禅流し(6.8%)
11. 第11回（1983年7月20日）：湖の宿(8.4%)
12. 第12回（1983年7月27日）：掟(8.0%)
13. 第13回（1983年8月3日）：冬の風鈴(4.7%)
14. 第14回（1983年8月10日）：寺田屋おりょう(3.8%)
15. 第15回（1983年8月24日）：花と短筒(5.7%)
16. 第16回（1983年8月31日）：甦った女(5.6%)
17. 第17回（1983年9月7日）：慕情(7.7%)
18. 第18回（1983年9月14日）：二つの命(5.2%)
19. 第19回（1983年9月21日）：別れ(5.6%)
20. 第20回（1983年9月28日）：裏切り(9.0%)
21. 第21回（1983年10月5日）：対決(7.0%)
22. 第22回（1983年10月19日）：宿命(5.2%)
23. 第23回（1983年10月26日）：旅立ち(6.9%)

## 主題歌（挿入歌）
- 挿入歌「透きとおる季節」（作詞：山川啓介、作曲：堀内孝雄、編曲：矢野立美、歌：三田村邦彦）